# Бігова (станція метро, Санкт-Петербург)
59°59′14″ пн. ш. 30°12′08″ сх. д. / 59.98722° пн. ш. 30.20222° сх. д.
«Бігова» (рос. Беговая) — 69-та станція  Невсько-Василеострівної лінії Петербурзького метрополітену. Є найзахіднішою станцією метрополітену в Росії.
26 травня 2018 року урочисто відкрита в присутності губернатора Петербурга Г. С. Полтавченка. Для пасажирів станцію відкрили о 21:00 того ж дня. Станція відкрита разом зі станцією метро «Зеніт» як продовження Невсько-Василеострівної лінії..

## Назва
Назва станції дана за прилеглою вулицею Біговою. До 23 червня 2014 року станція носила проектну назву «Вулиця Савушкіна». Перейменована постановою уряду Санкт-Петербурга від 23 червня 2014 року згідно з рекомендаціями Топонімічної комісії у зв'язку з розташуванням виходу станції поблизу вулиці Бігової

## Історія
Проектування
У січні — березні 2013 року в засобах масової інформації Санкт-Петербурга з'явилися повідомлення, що на нарадах під керівництвом губернатора міста Георгія Полтавченка, в зв'язку з підготовкою до Чемпіонату світу з футболу 2018 року, було прийнято рішення про пріоритетність будівництва продовження  Невсько-Василеострівної лінії.
20 червня 2012 року уряд РФ прийняв постанову № 518 «Про Програму підготовки до проведення у 2018 році в Чемпіонату світу з футболу», згідно з яким станція повинна бути побудована до початку Чемпіонату світу з футболу 2018 року, на що з федерального бюджету були виділені кошти. Згідно з цією постановою, станція увійшла до списка об'єктів інфраструктури, які повинні були бути побудовані до початку Чемпіонату світу з футболу 2018 року.
16 липня 2013 року Комітет з розвитку транспортної інфраструктури оголосив, що станція метро «Вулиця Савушкіна» відкриється у першому півріччі 2018 року.
У вересні 2015 року компанія «Метробуд» виграла конкурс та уклала контракт на будівництво об'єкта в складі двох станцій з тунелями до них за 36 млрд рублів.
Будівництво
Влітку 2014 року розпочато роботи з підготовки будівельного майданчика для майбутньої станції
У грудні 2015 році від стартового котловану, розташованого в кілометрі на північ від станції, почалася проходка тунелю у напрямку станції «Приморська». Проходка велася тунелепрохідницький комплексом виробництва фірми «Herrenknecht», який використовувався до цього для проходки двоколійного тунелю діаметром 10,3 м на  Фрунзенському радіусі. Щит повинен був пройти тунель довжиною близько 5,2 км.
Влітку 2016 року тунелепрохідницький комплекс пройшов станцію «Бігова». У серпні 2017 року щит «Надія» завершив проходку двоколійної ділянки третьої лінії від майбутньої станції «Бігова» до «Приморської». Діаметр двоколійного перегінного тунелю «Зеніт» — «Бігова» в залізобетонному обробленні становила 10,3 м.
У грудні 2017 року була названа офіційна дата відкриття — 29 квітня 2018 року (у день тестового матчу ЧС-2018 з футболу) разом зі станцією «Зеніт». Але відкриття станцій в зазначені терміни не відбулося з технічних причин.
З 11 квітня 2018 року станція підключена до постійної системі електропостачання. 23 квітня 2018 року на ділянці пройшов перший пробний поїзд.

## Наземні споруди
Наземні павільйони виконані за проектом архітектора А. Є. Перестюка і розташовані в районі перетину вулиць Туристської і Савушкіна. Існувало кілька варіантів оформлення наземного павільйону станції. Проект павільйону повинен був відповідати вимогам універсальності в архітектурному плані, згодом його планували використовувати ще на двох виходах зі станцій метро «Дунайська» і «Проспект Слави».

## Підземні споруди
Колонна трипрогінна мілкого закладення (глибина закладення — 20 м) з двома береговими платформами. Архітектурне оформлення пов'язане з темою сучасної індустріальної урбаністичного середовища, характерною для району розміщення станції. Тема архітектури розкривається в образі розміщених на колонах декоративних світильників, стилізованих під «пропелери».
З метою безпеки пасажирів по краях платформ встановлені засклені огорожі з автоматичними розсувними дверима на зразок знаменитих горизонтальних ліфтів. Вихід пасажирів здійснюється на праву сторону, на зразок наземних станцій метрополітену.

## Колійний розвиток
Станція з колійним розвитком — перехресний з'їзд наприкінці лінії. Протяжність оборотних тупиків — 1,1 км.

## Оздоблення
Архітектурне оформлення пов'язане з темою сучасної індустріальної урбаністичного середовища, характерне для району розташування станції. Тема архітектури розкривається в образі декоративних світильників, розташованих на колонах, стилізовані під «пропелери». Їх корпуси виконані з нержавіючої сталі. Вбудовані в них люмінесцентні світильники світять вгору з відображенням. Світильники круглої форми світять вниз і висвітлюють платформу. Архітектурний вигляд доповнений художньої смугою з декоративного скла з вплавленим малюнком. Смуга проходить по станції і піднімається вгору вздовж ескалаторів. Підлога вестибюлів і станції виконані з полірованого граніту. У підземному пішохідному переході і павільйонах сходів підлога з граніту шліфованої поверхні. Колони облицьовані листами нержавіючої сталі, стіни — керамічними панелями з цоколями з полірованого чорного граніту. Для повнішого розкриття архітектурно-художньої концепції станції на бічних стінах запроектовані художньо-декоративні композиції зі скла, виконані в гамі станційного оздоблення.
Станція «Бігова» має чотири яруси, які з'єднані між собою траволаторами, ескалаторами, службовими сходами і ліфтами для маломобільний груп населення. Архітектурне оформлення станції присвячено герою Другої світової війни, льотчику-винищувачу Олександру Савушкіну. Відмінною особливістю станції є колони, у верхній частині яких розташовані конструкції, що символізують пропелер літака.

## Виходи
Виходи на вулиці Савушкіна, Бігову і Туристську.